# Fußballsportverein Frankfurt 1899 1976-1977
Questa voce raccoglie le informazioni riguardanti il Fußballsportverein Frankfurt 1899 nelle competizioni ufficiali della stagione 1976-1977.

## Stagione
Nella stagione 1976-1977 il FSV Francoforte, allenato da Milovan Beljin, concluse il campionato di 2. Bundesliga al 7º posto. In Coppa di Germania il FSV Francoforte fu eliminato al terzo turno dallo Schalke 04.

## Rosa
| N. |                     | Ruolo | Calciatore        |
| -- | ------------------- | ----- | ----------------- |
|    | Germania (bandiera) | P     | Jürgen Grün       |
|    | Germania (bandiera) | P     | Karlheinz Volz    |
|    | Germania (bandiera) | D     | Dieter Gebert     |
|    | Germania (bandiera) | D     | Roland Höfling    |
|    | Germania (bandiera) | D     | Hubert Klein      |
|    | Germania (bandiera) | D     | Peter Koch        |
|    | Germania (bandiera) | D     | Peter Rübenach    |
|    | Germania (bandiera) | D     | Bernd Schmidt     |
|    | Germania (bandiera) | D     | Klaus-Peter Stahl |
|    | Austria (bandiera)  | C     | Paul Bajlitz      |
|    | Germania (bandiera) | C     | Richard Engel     |

| N. |                     | Ruolo | Calciatore          |
| -- | ------------------- | ----- | ------------------- |
|    | Germania (bandiera) | C     | Erwin Höfer         |
|    | Germania (bandiera) | C     | Günter Kirch        |
|    | Germania (bandiera) | C     | Horst Trimhold      |
|    | Germania (bandiera) | C     | Karl Walter         |
|    | Germania (bandiera) | C     | Heinz-Rudolf Weiler |
|    | Ungheria (bandiera) | C     | Gabor Zele          |
|    | Germania (bandiera) | A     | Hubert Genz         |
|    | Germania (bandiera) | A     | Werner Hofmann      |
|    | Germania (bandiera) | A     | Gerhard Lenz        |
|    | Germania (bandiera) | A     | Thomas Reitz        |

## Organigramma societario
Area tecnica
- Allenatore: Milovan Beljin
- Allenatore in seconda:
- Preparatore dei portieri:
- Preparatori atletici:

## Calciomercato

### Sessione estiva
| Acquisti | Acquisti            | Acquisti       | Acquisti |
| R.       | Nome                | da             | Modalità |
| -------- | ------------------- | -------------- | -------- |
| C        | Heinz-Rudolf Weiler | Kaiserslautern |          |
| C        | Paul Bajlitz        | Standard Liegi |          |
| A        | Werner Hofmann      | Greuther Fürth |          |
| C        | Gabor Zele          | Twente         |          |

| Cessioni | Cessioni         | Cessioni       | Cessioni |
| R.       | Nome             | a              | Modalità |
| -------- | ---------------- | -------------- | -------- |
| A        | Wolfgang Metzler | Kaiserslautern |          |
| A        | Michael Bordt    | Göttingen      |          |
| C        | Waldemar Pagojus | Hassia Bingen  |          |
| A        | Werner Thelen    | TuS Langerwehe |          |

### Sessione invernale
| Acquisti | Acquisti | Acquisti | Acquisti |
| R.       | Nome     | da       | Modalità |
| -------- | -------- | -------- | -------- |

| Cessioni | Cessioni | Cessioni | Cessioni |
| R.       | Nome     | a        | Modalità |
| -------- | -------- | -------- | -------- |

## Risultati

### 2. Bundesliga

#### Girone di andata
| Arbitro: | Biwersi |

|                              |           |                                        |
| Engel 13’ (rig.) Hofmann 43’ | Marcatori | 62’ Hoffmann 75’ Vöhringer 80’ Beichle |

| Arbitro: | Frickel |

|                      |           |  |
| Müller 42’ Elmer 60’ | Marcatori |  |

| Arbitro: | Dellwing |

|                                                |           |  |
| Trimhold 32’ Metzler 50’, 84’ Engel 75’ (rig.) | Marcatori |  |

| Arbitro: | Dölfel |

|                                               |           |                           |
| Granitza 57’ Hohenwarter 64’ (rig.) Spohr 83’ | Marcatori | 75’ (rig.) Engel 80’ Genz |

| Arbitro: | Kuhn |

|                  |           |                            |
| Hofmann 25’, 70’ | Marcatori | 37’ (aut.) Gebert 78’ Rieß |

| Hof (Baviera) 8 settembre 1976 6ª giornata | Bayern Hof | 0 – 0 referto | FSV Francoforte | Stadion Grüne Au (5 000 spett.)\| Arbitro: \| Vielsack \| |
| Arbitro:                                   | Vielsack   |               |                 |                                                           |

| Arbitro: | Walz |

|                       |           |                    |
| Hofmann 51’, 52’, 78’ | Marcatori | 67’ (rig.) Walitza |

| Arbitro: | Luca |

|              |           |                            |
| Emmerich 74’ | Marcatori | 79’ (aut.) Göbel 86’ Klein |

| Arbitro: | Drescher |

|                             |           |              |
| Engel 3’ (rig.) Metzler 85’ | Marcatori | 45’ Hofeditz |

| Arbitro: | Gaus |

|          |           |                               |
| Hodel 1’ | Marcatori | 7’ Hofmann 55’ Zele 83’ Klein |

| Arbitro: | Nützel |

|  |           |                             |
|  | Marcatori | 84’ Bauerkämper 88’ Müllner |

| Arbitro: | Treib |

|                     |           |             |
| Toth 18’ Holoch 25’ | Marcatori | 60’ Hofmann |

| Arbitro: | Frickel |

|                              |           |             |
| Rausch 19’ (rig.) Krause 50’ | Marcatori | 52’ Metzler |

| Arbitro: | Möckel |

|                        |           |  |
| Hofmann 15’ Weiler 79’ | Marcatori |  |

| Arbitro: | Scheffner |

|                         |           |                         |
| Sichmann 54’ Breuer 76’ | Marcatori | 19’ Trimhold 68’ Weiler |

| Arbitro: | Dellwing |

|                     |           |                                    |
| Stahl 53’ Kirch 90’ | Marcatori | 2’ Schäfer 67’ Hilkes 80’ Heinlein |

| Arbitro: | Biwersi |

|           |           |  |
| Weber 62’ | Marcatori |  |

| Arbitro: | Therre |

|                                             |           |  |
| Engel 63’ (rig.), 74’ Hofmann 66’, 70’, 85’ | Marcatori |  |

| Arbitro: | Langhans |

|                                 |           |                       |
| Vogel 4’ Schüßler 78’ Adler 85’ | Marcatori | 9’ Klein 79’ Rübenach |

#### Girone di ritorno
| Arbitro: | Karr |

|             |           |          |
| Aumeier 40’ | Marcatori | 8’ Klein |

| Francoforte sul Meno 8 gennaio 1977 21ª giornata | FSV Francoforte | 0 – 0 referto | Stoccarda | Stadion am Bornheimer Hang (6 000 spett.)\| Arbitro: \| Drescher \| |
| Arbitro:                                         | Drescher        |               |           |                                                                     |

| Arbitro: | Fleischer |

|                                                          |           |                       |
| Lenz 28’, 46’ Detterer 62’ Pankotsch 63’, 68’ Diener 83’ | Marcatori | 25’ Engel 64’ Hofmann |

| Arbitro: | Hontheim |

|           |           |            |
| Klein 74’ | Marcatori | 83’ Martin |

| Arbitro: | Föckler |

|                                                             |           |  |
| Metzger 15’, 43’ (rig.), 47’ Haunstein 50’ Hartwig 79’, 90’ | Marcatori |  |

| Arbitro: | Treib |

|           |           |  |
| Klein 89’ | Marcatori |  |

| Arbitro: | Aldinger |

|                                    |           |                                  |
| Walitza 7’, 20’ (rig.) Pechtold 9’ | Marcatori | 10’ Klein 31’ Walter 60’ Hofmann |

| Arbitro: | Niebergall |

|                                     |           |              |
| Genz 54’, 63’, 78’ Hofmann 67’, 88’ | Marcatori | 13’ Emmerich |

| Kassel 6 marzo 1977 28ª giornata | Baunatal | 0 – 0 referto | FSV Francoforte | Auestadion (6 000 spett.)\| Arbitro: \| Schumann \| |
| Arbitro:                         | Schumann |               |                 |                                                     |

| Arbitro: | Wilhelmi |

|             |           |  |
| Hofmann 62’ | Marcatori |  |

| Arbitro: | Binninger |

|  |           |                       |
|  | Marcatori | 13’ Klein 76’ Hofmann |

| Arbitro: | Möckel |

|           |           |              |
| Kirch 74’ | Marcatori | 82’ Hoffmann |

| Arbitro: | Kollmann |

|                          |           |                    |
| Hofmann 78’ Rübenach 85’ | Marcatori | 43’ Theis 76’ Bitz |

| Arbitro: | Frickel |

|             |           |             |
| Scherer 17’ | Marcatori | 31’ Hofmann |

| Arbitro: | Therre |

|              |           |             |
| Trimhold 52’ | Marcatori | 68’ Größler |

| Arbitro: | Haselberger |

|                |           |           |
| Geyer 58’, 90’ | Marcatori | 30’ Stahl |

| Arbitro: | Kuhn |

|                                |           |               |
| Hofmann 15’ Genz 37’ Klein 48’ | Marcatori | 29’ Cestonaro |

| Arbitro: | Rumbucher |

|                               |           |                             |
| Michelberger 11’ Novkovic 19’ | Marcatori | 40’, 76’ Rübenach 49’ Klein |

| Arbitro: | Walz |

|               |           |            |
| Klein 5’, 86’ | Marcatori | 26’ Sebert |

### Coppa di Germania
| Arbitro: | Seith |

|                                                  |           |  |
| Engel 41’ (rig.) Metzler 45’, 48’, 50’ Klein 61’ | Marcatori |  |

| Arbitro: | Ermer |

|                        |           |             |
| Hofmann 17’ Klein 117’ | Marcatori | 32’ Wilhelm |

| Arbitro: | Niemann |

|               |           |  |
| Abramczik 13’ | Marcatori |  |

## Statistiche

### Statistiche di squadra
| Competizione      | Punti | In casa | In casa | In casa | In casa | In casa | In casa | In trasferta | In trasferta | In trasferta | In trasferta | In trasferta | In trasferta | Totale | Totale | Totale | Totale | Totale | Totale | DR  |
| Competizione      | Punti | G       | V       | N       | P       | Gf      | Gs      | G            | V            | N            | P            | Gf           | Gs           | G      | V      | N      | P      | Gf     | Gs     | DR  |
| ----------------- | ----- | ------- | ------- | ------- | ------- | ------- | ------- | ------------ | ------------ | ------------ | ------------ | ------------ | ------------ | ------ | ------ | ------ | ------ | ------ | ------ | --- |
| 2. Bundesliga     | 40    | 19      | 10      | 6       | 3       | 39      | 20      | 19           | 4            | 6            | 9            | 26           | 38           | 38     | 14     | 12     | 12     | 65     | 58     | +7  |
| Coppa di Germania | -     | 2       | 2       | 0       | 0       | 7       | 1       | 1            | 0            | 0            | 1            | 0            | 1            | 3      | 2      | 0      | 1      | 7      | 2      | +5  |
| Totale            | 40    | 21      | 12      | 6       | 3       | 46      | 21      | 20           | 4            | 6            | 10           | 26           | 39           | 41     | 16     | 12     | 13     | 72     | 60     | +12 |

### Andamento in campionato
| Giornata  | 1  | 2  | 3  | 4  | 5  | 6  | 7  | 8  | 9 | 10 | 11 | 12 | 13 | 14 | 15 | 16 | 17 | 18 | 19 | 20 | 21 | 22 | 23 | 24 | 25 | 26 | 27 | 28 | 29 | 30 | 31 | 32 | 33 | 34 | 35 | 36 | 37 | 38 |
| --------- | -- | -- | -- | -- | -- | -- | -- | -- | - | -- | -- | -- | -- | -- | -- | -- | -- | -- | -- | -- | -- | -- | -- | -- | -- | -- | -- | -- | -- | -- | -- | -- | -- | -- | -- | -- | -- | -- |
| Luogo     | C  | T  | C  | T  | C  | T  | C  | T  | C | T  | C  | T  | T  | C  | T  | C  | T  | C  | T  | T  | C  | T  | C  | T  | C  | T  | C  | T  | C  | T  | C  | C  | T  | C  | T  | C  | T  | C  |
| Risultato | P  | P  | V  | P  | N  | N  | V  | V  | V | V  | P  | P  | P  | V  | N  | P  | P  | V  | P  | N  | N  | P  | N  | P  | V  | N  | V  | N  | V  | V  | N  | N  | N  | N  | P  | V  | V  | V  |
| Posizione | 13 | 16 | 14 | 15 | 15 | 14 | 13 | 11 | 8 | 7  | 8  | 11 | 14 | 11 | 11 | 12 | 13 | 11 | 12 | 12 | 12 | 12 | 12 | 13 | 13 | 14 | 12 | 11 | 10 | 10 | 10 | 11 | 10 | 10 | 10 | 10 | 9  | 7  |

Legenda:

Luogo: C = Casa; T = Trasferta. Risultato: V = Vittoria; N = Pareggio; P = Sconfitta.

### Statistiche dei giocatori
| Giocatore   | 2. Bundesliga | 2. Bundesliga | 2. Bundesliga | 2. Bundesliga | Coppa di Germania | Coppa di Germania | Coppa di Germania | Coppa di Germania | Totale   | Totale | Totale      | Totale     |
| Giocatore   | Presenze      | Reti          | Ammonizioni   | Espulsioni    | Presenze          | Reti              | Ammonizioni       | Espulsioni        | Presenze | Reti   | Ammonizioni | Espulsioni |
| ----------- | ------------- | ------------- | ------------- | ------------- | ----------------- | ----------------- | ----------------- | ----------------- | -------- | ------ | ----------- | ---------- |
| P. Bajlitz  | 0             | 0             | 0             | 0             | 0                 | 0                 | 0                 | 0                 | 0        | 0      | 0           | 0          |
| R. Engel    | 37            | 7             | 0             | 0             | 3                 | 1                 | 0                 | 0                 | 40       | 8      | 0           | 0          |
| D. Gebert   | 22            | 0             | 4             | 0             | 2                 | 0                 | 0                 | 0                 | 24       | 0      | 4           | 0          |
| H. Genz     | 32            | 5             | 1             | 0             | 3                 | 0                 | 0                 | 0                 | 35       | 5      | 1           | 0          |
| J. Grün     | 5             | 0             | 0             | 0             | 0                 | 0                 | 0                 | 0                 | 5        | 0      | 0           | 0          |
| W. Hofmann  | 38            | 21            | 1             | 0             | 3                 | 1                 | 0                 | 0                 | 41       | 22     | 1           | 0          |
| E. Höfer    | 2             | 0             | 0             | 0             | 0                 | 0                 | 0                 | 0                 | 2        | 0      | 0           | 0          |
| R. Höfling  | 1             | 0             | 0             | 0             | 0                 | 0                 | 0                 | 0                 | 1        | 0      | 0           | 0          |
| G. Kirch    | 21            | 2             | 1             | 0             | 1                 | 0                 | 0                 | 0                 | 22       | 2      | 1           | 0          |
| H. Klein    | 33            | 12            | 2             | 0             | 3                 | 2                 | 0                 | 0                 | 36       | 14     | 2           | 0          |
| P. Koch     | 30            | 0             | 3             | 0             | 3                 | 0                 | 0                 | 0                 | 33       | 0      | 3           | 0          |
| G. Lenz     | 7             | 0             | 0             | 0             | 1                 | 0                 | 0                 | 0                 | 8        | 0      | 0           | 0          |
| W. Metzler  | 13            | 4             | 3             | 0             | 2                 | 3                 | 0                 | 0                 | 15       | 7      | 3           | 0          |
| T. Reitz    | 3             | 0             | 0             | 0             | 0                 | 0                 | 0                 | 0                 | 3        | 0      | 0           | 0          |
| P. Rübenach | 36            | 4             | 4             | 0             | 3                 | 0                 | 1                 | 0                 | 39       | 4      | 5           | 0          |
| B. Schmidt  | 0             | 0             | 0             | 0             | 0                 | 0                 | 0                 | 0                 | 0        | 0      | 0           | 0          |
| K. Stahl    | 35            | 2             | 0             | 0             | 3                 | 0                 | 1                 | 0                 | 38       | 2      | 1           | 0          |
| H. Trimhold | 35            | 3             | 0             | 0             | 2                 | 0                 | 0                 | 0                 | 37       | 3      | 0           | 0          |
| K. Volz     | 34            | 0             | 0             | 0             | 3                 | 0                 | 0                 | 0                 | 37       | 0      | 0           | 0          |
| K. Walter   | 35            | 1             | 6             | 0             | 2                 | 0                 | 0                 | 1                 | 37       | 1      | 6           | 1          |
| H. Weiler   | 15            | 2             | 0             | 0             | 1                 | 0                 | 0                 | 0                 | 16       | 2      | 0           | 0          |
| G. Zele     | 25            | 1             | 3             | 0             | 3                 | 0                 | 0                 | 0                 | 28       | 1      | 3           | 0          |